# میلاملین
میلاملین (انگلیسی: Milameline) (CI-979, PD-129,409, RU-35,926) یک آگونیست جزئی گیرنده استیل‌کولین موسکارینی غیرانتخابی است که دارای خواص شناختی است که برای درمان بیماری آلزایمر در حال بررسی بود، اما به طور موثر در بیماری آلزایمر تولید شد اما نتایج ضعیفی در کارآزمایی‌های بالینی داشت و در پی آن متوقف شد.

با تغییر o-متیل آلدوکسیم به o-پروپارگیل اکسیم یک مولکول جداگانه به نام RU 35986 ایجاد می‌شود.